# می صبائی فو
می صبائی فو (انگلیسی: May Sabai Phoo؛ زادهٔ ۳۱ ژوئیهٔ ۱۹۹۶) بازیکن فوتبال است.
وی همچنین در تیم‌های ملی فوتبال زنان میانمار بازی کرده‌است.